# António Luís de Sousa
António Luís de Sousa, IV Conte di Prado e II Marchese di Minas (6 aprile 1644 – 25 dicembre 1721), è stato un generale portoghese.
Fu il figlio di Dom Francisco, il primo Marchese di Minas, e della sua seconda moglie Eufrásia Filipa de Lima.
Fin dalla giovane età fu destinato alla carriera militare. All'età di 14 anni fu presente insieme al padre alla battaglia di Elvas. L'anno seguente, combatté in Spagna, nel nord della provincia di Minho, diventando generale nel 1665 dopo la conquista di Guarda.
Dopo il trattato di Lisbona diventò il governatore militare di Minho in assenza del padre, che fu ambasciatore a Roma. Assunse il titolo di Marchese di Minas dopo la morte del padre, avvenuta nel 1674.
Tra il 1684 e il 1687 fu governatore generale del Brasile.
Nel 1687 ritornè in Portogallo come consigliere di guerra.
Partecipò alla guerra di successione Spagnola.